# Joel Roth
Joel Roth (8 de enero de 1999) es un deportista suizo que compite en ciclismo de montaña en la disciplina de campo a través.
Ganó dos medallas de oro en el Campeonato Mundial de Ciclismo de Montaña, en los años 2017 y 2019, y dos medallas de oro en el Campeonato Europeo de Ciclismo de Montaña, en los años 2017 y 2019.

## Palmarés internacional
| Campeonato Mundial | Campeonato Mundial        | Campeonato Mundial | Campeonato Mundial         |
| Año                | Lugar                     | Medalla            | Competición                |
| ------------------ | ------------------------- | ------------------ | -------------------------- |
| 2017               | Cairns (Australia)        | Medalla de oro     | Campo a través por relevos |
| 2019               | Mont-Sainte-Anne (Canadá) | Medalla de oro     | Campo a través por relevos |
| Campeonato Europeo |                           |                    |                            |
| Año                | Lugar                     | Medalla            | Competición                |
| 2017               | Darfo Boario (Italia)     | Medalla de oro     | Campo a través por relevos |
| 2019               | Brno (República Checa)    | Medalla de oro     | Campo a través por relevos |